# Abuela Addams
Eudora "abuela" Addams es un personaje de la franquicia The Addams Family creado por Charles Addams para The New Yorker en la década de 1930.

## Descripción
Eudora Addams es una bruja, de largos y alborotados cabellos canosos y vestimenta excéntrica que incluye un poncho. Gusta de hacer pociones mágicas, ver el futuro en su bola de cristal y estudiar el ocultismo. En las series de televisión y caricaturas, la Abuela es la madre de Gomez Addams y por ende, abuela paterna de Pugsley y Wednesday Addams. En cambio, en las dos primeras películas de la franquicia, la abuela es madre de Morticia. La abuela nació en España,[cita requerida] siendo hija de Slurp Addams, quien tenía dos cabezas y dientes afilados (un tipo muy guapo según Gomez).

## En otros medios

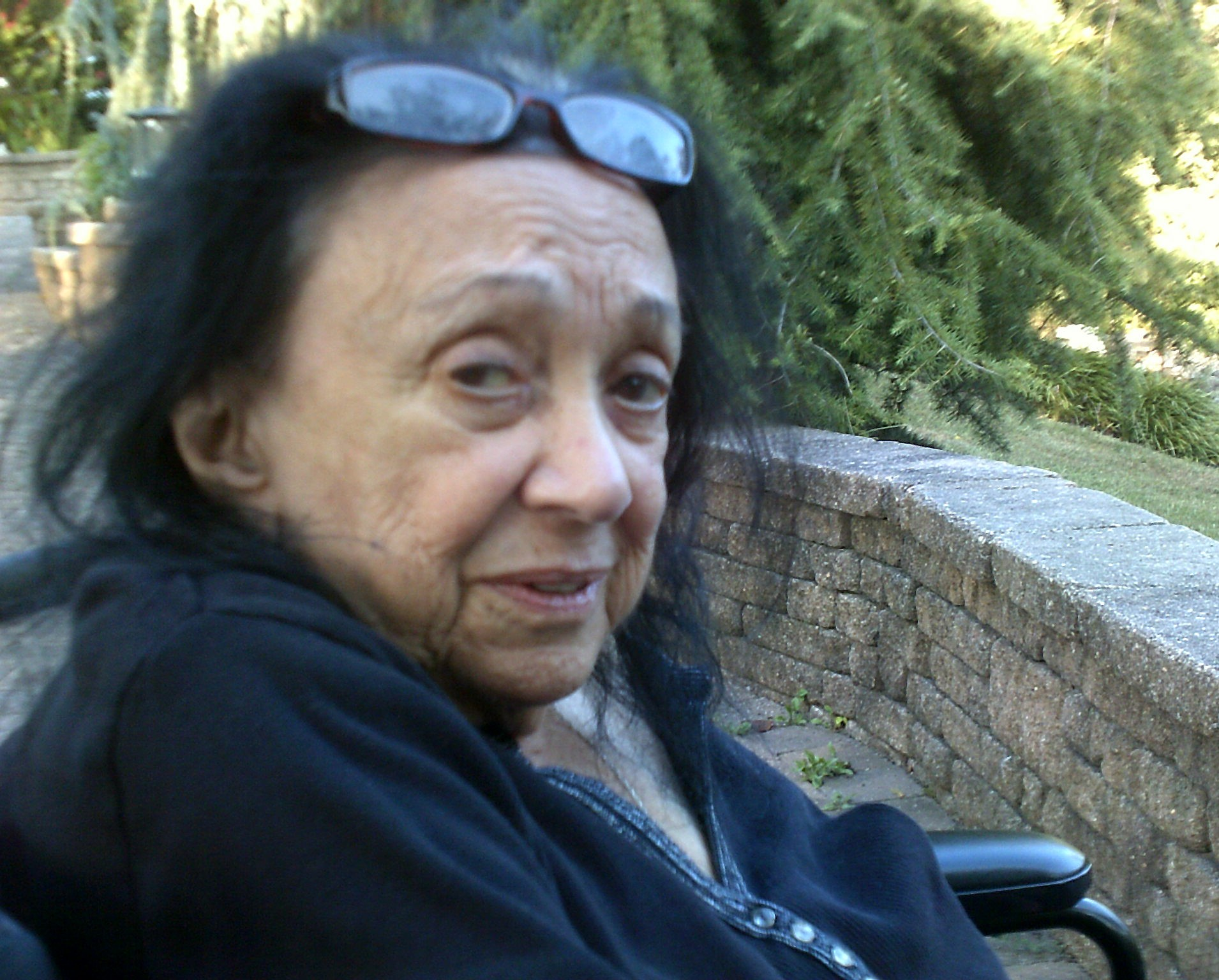
Judith Malina alrededor del año 2014

### Televisión y cine
El personaje fue nombrado "Abuela" para la serie de televisión de los años 60 con el fin de evitar confusiones con Granny de The Beverly Hillbillies. Fue interpretada por Blossom Rock, quien ganó el papel sobre actrices como Minerva Urecal y Marjorie Bennett, mientras que Alice Pearce había sido rechazada después de que los productores la consideraran demasiado joven para el papel. Se la representa como buena amiga de la madre de Morticia, Granny Frump (interpretada por Margaret Hamilton).
Debido a una enfermedad, Rock fue el único miembro del reparto regular del programa que no regresó para la película de reunión de 1977 Halloween with the New Addams Family, y fue reemplazada como la Abuela por Jane Rose.
El personaje fue interpretado por Betty Phillips en la serie de televisión 1998-99 The New Addams Family.
Janet Waldo expresó a la abuela en la serie animada de 1973, y Carol Channing proporcionó la voz del personaje para la serie animada de 1992.
Bette Midler expresó al personaje en la película animada por computadora de 2019. Se muestra que es la madre de Gómez y Fester, y que los padres de Morticia murieron hace años. También se revela que la abuela tiene una hermana enana llamada Sloom (con la voz de Jenifer Lewis) que supervisa el Mazurka de Pugsley.
Tres actrices diferentes interpretaron a la abuela en los tres largometrajes de la familia Addams. Judith Malina apareció en la película de 1991 The Addams Family, y fue reemplazada por Carol Kane para la secuela de 1993 Addams Family Values. Para la imagen de Addams Family Reunion directa a video de 1998, Alice Ghostley interpretó a la abuela.

### En otros medios
En el 1989 Nintendo Entertainment System, el juego Fester's Quest, el folleto de instrucciones dice poderes psíquicos de la abuela predijo la invasión extraterrestre que vendría y secuestrar a todas las personas en la ciudad, por lo que invoca una maldición en la mansión de la familia. Como resultado, cuando los exploradores extraterrestres escanean la residencia de Addams en busca de formas de vida, no encuentran ninguno, gracias a la maldición de la abuela.
La Abuela fue interpretada por Jackie Hoffman en el musical de Broadway 2010, en el que su relación con la familia en la historia es ambigua.